# Goweroconcha waterhousiae
Goweroconcha waterhousiae är en snäckart som först beskrevs av Hedley 1897.  Goweroconcha waterhousiae ingår i släktet Goweroconcha och familjen Charopidae. Inga underarter finns listade i Catalogue of Life.